# クロボウズギス科
クロボウズギス科（学名：Chiasmodontidae）は、スズキ目ワニギス亜目に所属する魚類の分類群の一つ。オニボウズギス・クロボウズギスなど、中層遊泳性の深海魚を中心に4属15種が所属する。科名の由来は、ギリシア語の「chiasma（交叉）」と「odous（歯）」から。

## 分布
クロボウズギス科の魚類はすべて海水魚で、大陸から遠く距離を置いた外洋の深海に幅広く分布する。海底から離れた中層を遊泳して生活する種類が多く、主に中深層から漸深層（水深200-3,000m）にかけて報告されている。

## 形態
クロボウズギス科の魚類は一般にやや細長く、体長は20cm前後の種類が多い。口腔から胃にかけて、消化管の伸縮性は著しく高い。このため、自らの大きさをはるかに上回る獲物を捕食し、飲み込むことが可能となっている。同様の特徴はフウセンウナギ科（フウセンウナギ目）・ミズウオ科（ヒメ目）および多くのチョウチンアンコウ類（アンコウ目）にも認められる。
クロボウズギス属の仲間は、発光器による生物発光を行う。発光器を口の中にもつ種類もあり、獲物の誘引に使用されている可能性がある。
背鰭は2つあり、7-8本の棘条からなる前半部と18-29本の軟条部に分かれる。臀鰭は1棘17-29軟条。前上顎骨・主上顎骨は細長く、後方で硬く結合する。前上顎骨の先端は背側に拡張するとともに側方に分岐する。椎骨の数は33-48個。

## 分類
クロボウズギス科にはNelson（2006）の体系において4属15種が認められている一方で、分類の見直しや新種の報告も相次いでいる。本稿では、FishBaseに記載される32種についてリストする。
本科はかつてスズキ亜目に含められたこともあるが、現在ではワニギス亜目に位置付けられるのが一般的となっている。
- オニボウズギス属 Chiasmodon
  - オニボウズギス Chiasmodon niger
  - ザラボウズギス[6] Chiasmodon lavenbergi
  - Chiasmodon bolangeri
  - オクバオニボウズギス Chiasmodon braueri
  - Chiasmodon subniger

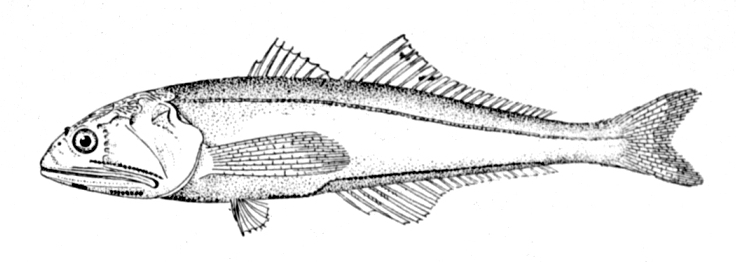
クロボウズギス属の1種（Pseudoscopelus scriptus）。太平洋・大西洋から報告のある種で、体長は最大で15cmほどになる

- クロボウズギス属 Pseudoscopelus
  - ウロコクロボウズギス Pseudoscopelus scutatus
  - クロボウズギス Pseudoscopelus sagamianus
  - Pseudoscopelus albeolus
  - Pseudoscopelus altipinnis
  - Pseudoscopelus aphos
  - Pseudoscopelus astronesthidens
  - Pseudoscopelus australis
  - Pseudoscopelus bothrorrhinos
  - Pseudoscopelus cephalus
  - Pseudoscopelus lavenbergi
  - Pseudoscopelus microps
  - トウマルクロボウズギス Pseudoscopelus obtusifrons
  - シタバクロボウズギス Pseudoscopelus odontoglossum
  - Pseudoscopelus parini
  - Pseudoscopelus pierbartus
  - Pseudoscopelus scriptus
  - Pseudoscopelus stellatus
  - Pseudoscopelus vityazi
- トゲボウズギス属 Dysalotus
  - トゲボウズギス Dysalotus alcocki
  - カクシトゲボウズギス Dysalotus oligoscolus
- ワニグチボウズギス属 Kali
  - ワニグチボウズギス Kali indica
  - Kali caribbaea
  - ジャグチボウズギス Kali colubrina
  - Kali falx
  - Kali macrodon
  - コワモテワニグチボウズギス Kali macrura
  - Kali normani
  - Kali parri